# Gunnar Hesslén
Gunnar August Hesslén, född 5 juni 1894 i Uppsala, död 27 mars 1958 i Göteborg, var en svensk gymnasielärare och statsvetare.
Gunnar Hesslén var son till läroverksadjunkten August Hesslén. Efter studentexamen vid högre allmänna läroverket i Uppsala 1913 inskrevs han vid Uppsala universitet där han avlade en filosofie kandidatexamen 1918. Hesslén blev filosofie magister 1919, filosofie licentiat 1925, filosofie doktor 1927 och docent i statskunskap samma år. Han blev 1930 adjunkt i historia med samhällslära och geografi vid Högre latinläroverket å Norrmalm och var samtidigt 1930–1932 ordförande i Uppsala docentförening. År 1937 blev han lektor i samma ämnen vid Hvitfeldtska läroverket i Göteborg och var samtidigt 1938–1957 docent i statskunskap vid Göteborgs högskola. Hesslén var även vice ordförande i Historielärarnas riksorganisation 1942–1952 och föreståndare för Socialinstitutet i Göteborg 1944–1946. År 1953 blev han rektor för Hvitfeldtska läroverket. Hesslén var från 1955 även ledamot av Göteborgs domkapitel. Han blev 1947 ledamot av Kungliga Vetenskaps- och Vitterhetssamhället i Göteborg.